# Plan de Fuga
I Plan de Fuga sono un gruppo musicale italiano, formato nel 2005.

## Storia
Il gruppo si è formato nel 2005 a Brescia. Dopo anni di live in Italia e all'estero ed un primo demo con 6 pezzi, nel 2009 hanno firmato il loro primo contratto discografico con l'etichetta indipendente About:Blank seguito dalla pubblicazione dell'album d'esordio intitolato In a Minute. Il primo singolo estratto dall'album, “Twice”, riscuote consensi da pubblico e critica.
Nel marzo 2010 vengono inseriti nel cast dell'Heineken Jammin' Festival, dove si esibiscono sul palco principale del parco San Giuliano a Venezia, assieme ad artisti di fama internazionale come Aerosmith, The Cranberries e Stereophonics.
Nel gennaio 2011 il gruppo viene eletto miglior band italiana del 2010 in un sondaggio on-line indetto dai DJ di Virgin Generation.
Nel 2011 alcuni brani estratti dall'album vengono trasmessi nel programma The Coalition Chart Show, condotto da Mike Joyce, storico batterista degli Smiths, sulla East Village Radio di New York.
Nel 2012 hanno pubblicato il loro secondo album LOVE°PDF per la Carosello Records, con in aggiunta un DVD con un cortometraggio, diretto da Davide Fois, che racconta le canzoni che compongono l'album. 
Nel mese di ottobre Touché, primo singolo estratto dall'album, raggiunge la posizione n.10 nella classifica Virgin Rock 20 di Virgin Radio Italia.
Il 6 novembre 2012 si esibiscono come opening act per l'unica data italiana della band statunitense The Gaslight Anthem all'Alcatraz di Milano.
Nel mese di febbraio 2013 Better4me, secondo singolo estratto, raggiunge la posizione n.8 nella classifica Virgin Rock 20 di Virgin Radio Italia.
Il 1º giugno 2013 si esibiscono al Camden Rocks Festival di Londra.
Il 12 maggio 2015 la band pubblica il terzo album Fase 1, interamente cantato in lingua italiana.

## Influenze musicali
La musica del gruppo è un rock contaminato da influenze pop, funk e dark con una varietà stilistica e ampi spazi a passaggi strumentali. Il nome, “piano di fuga” in lingua rumena, rispecchia il desiderio della band di comunicare il proprio messaggio musicale e misurarsi anche con la scena internazionale, motivo per cui i testi sono in lingua inglese.

## Discografia

### Album
- 2010 - In a Minute (About Blank/Self)
- 2012 - LOVE °PDF (Carosello Records)
- 2015 - Fase 1 (Carosello Records)

### Singoli
- Twice
- Decadance
- Your Side
- Orange Room
- Touché
- Head Games
- Better4Me
- Make it
- Il dubbio

## Formazione
- Filippo De Paoli (chitarra e voce)
- Marcello Daniele (basso e voce)
- Simone Piccinelli (chitarre, piano, rhodes)
- Matteo Arici (batteria)